# 城歩ミャオ族自治県
城歩ミャオ族自治県（じょうほ-ミャオぞく-じちけん）は中華人民共和国湖南省邵陽市に位置する自治県。

## 地理
城歩県は湖南省西南部、雪峰山脈と南嶺山脈の交叉する箇所に位置する。

## 歴史
明初に城歩巡検司が設置され、1504年（弘治17年）に城歩県とされる。1955年に自治県に改編され現在に至る。

## 行政区画
- 鎮：儒林鎮、茅坪鎮、西岩鎮、丹口鎮、五団鎮、長安営鎮、白毛坪鎮
- 郷：威渓郷、蘭蓉郷、汀坪郷、蔣坊郷、金紫郷